# Combat des Sept
Der Combat des Sept („Kampf der Sieben“) ist eine Episode aus dem Hundertjährigen Krieg. Das Gefecht zwischen sieben französischen und sieben englischen (anglo-aquitanischen) Rittern fand der Überlieferung nach am 19. Mai 1402 am Fuße der Burg Montendre an einem Ort namens „La Motte à Vaillant“ statt.

## Hintergrund
1154 war durch die Wiederverheiratung der Herzogin Eleonore von Aquitanien mit Heinrich Plantagenet ein „Groß-Aquitanien“ (Guyenne, Saintonge, Poitou, Angoumois...) unter englischem Einfluss gebildet worden. Die einzelnen Provinzen, aus denen es sich zusammensetzte, zogen daraus politische (relative Autonomie aufgrund der Entfernung zum Machtzentrum) und wirtschaftliche Vorteile (Öffnung des englischen Marktes für aquitanische Produkte, insbesondere Wein aus Guyenne und Salz und Wein aus Saintonge). Mehrere Städte verfügten Ende des 12. Jahrhunderts über eine kommunale Charta, die sich an den Etablissements de Rouen orientierten. Trotz einiger punktueller Aufstände wurde die Treue zu den Nachkommen Eleonores bis Anfang des 13. Jahrhunderts nicht wirklich in Frage gestellt. Die Situation änderte sich unter Philipp VI., Ludwig VIII. und Ludwig IX., die einen großen Teil der Saintonge eroberten, von der ein Bruchteil (südlich der Charente) im Vertrag von Paris (1259) an die Anglo-Aquitaner zurückgegeben wurde.
Der Hundertjährige Krieg begann im Jahr 1337 und die Saintonge war als Grenzregio an vorderster Front betroffen. Mehr als um echte Schlachten ging es um punktuelle Aktionen, Überfälle und Chevauchées, die von mehr oder weniger gut eingehaltenen Waffenstillständen unterbrochen wUrden. Nach einer Periode, in der ein Teil von Eleonores Mitgift zurückerobert wurde und nach dem Vertrag von Brétigny (1360) ein neues „Groß-Aquitanien“ entstand, wendete sich das Blatt, und Karl V. gelang es, mit Unterstützung des Connétable Bertrand du Guesclin, Poitou und den größten Teil der Saintonge zurückzuerobern. Im Jahr 1385 wurde die Herrschaft Montendre, die sich bis dahin in den Händen eines Getreuen des englischen Königs befunden hatte, von Karl V. beschlagnahmt und einem seiner Leutnants, Jean de Harpedane, dem Seneschall der Saintonge, übergeben. Unter der Aufsicht Harpedanes fand am Morgen des 19. Mai 1402 der Kampf der Sieben statt.

## Ablauf
Ähnlich wie der berühmte Kampf der Dreißig vom 26. März 1351 gehört auch der Kampf der Sieben zur höfischen und ritterlichen Tradition des Mittelalters. Nachdem eine Herausforderung ausgesprochen worden war – laut Jean Juvénal des Ursins von mehreren anglo-aquitanischen Adligen an den französischen Adel, laut dem Mönch von Saint-Denis umgekehrt – verlangte die Ehre, dass sie angenommen wurde: der Vorschlag, einen Kampf sieben gegen sieben „zur Ehre der Damen“ zu veranstalten, wurde nach Paris weitergeleitet, das sieben Gentilhommes aus dem Gefolge des Regenten Louis d’Orléans entsandte. Beide Parteien einigten sich darauf, Montendre zum Austragungsort des Kampfes zu machen und wahrscheinlich den Ort La motte à Vaillant am Fuße des Schlosses. Der Seneschall Harpedane vertrat die französische Partei und der Earl of Rutland die anglo-aquitanische Partei.
Am Morgen des 19. Mai 1402 „hörten die französischen Kämpfer sehr andächtig die Messe und weihten sich in großer Andacht“ (« bien dévotement ouyrent messe et s’ordonnèrent en grande dévotion » (Juvénal des Ursins)) und verpflichteten sich, „ihre Ehre gut zu bewahren“ (« bien garder leur honneur »). Sie galten alle als tapfer und wurden von Arnault Guilhem de Barbazan angeführt, einem Chevalier banneret der Gräfin Isabella von Foix, dem Ivon de Carouis, Guillaume du Chastel – der ältere Bruder von Tanneguy III. du Chastel – Pierre de Bréban, Kammerherr des Königs, Guillaume Bataille, Guillaume de La Champagne, Kammerherr des Herzogs von Orléans, und Archambaut de Villars zur Seite standen. Die anglo-aquitanischen Kämpfer verhielten sich wohl ähnlich, die französischen Chroniken berichten allerdings nur: „Was die Engländer angeht, so weiß man nicht genau, was sie taten“ (« Quant aux Anglois, ce qu’ils firent, on ne le sait pas bien »), wobei sie jedoch nicht ohne Befangenheit melden: „aber einige sagen, dass sie beim Ankleiden sehr gut trinken und essen“ (« mais d’aucuns disent qu’en s’habillant ils beuvoient et mangeoient très bien »). Sie wurden von einem gewissen Scalles angeführt, dem Aimar Clouet, Richard Witevalle, Jean Héron (oder Hilton), Jean Fleury, Thomas Tray und Robert de Scalles zur Seite standen.
Im Vorfeld der Schlacht rief ein Herold: „Jeder soll seine Pflicht tun!“ (« Que chacun fasse son devoir ! »), und der Kampf begann. Auf die Speere folgten Äxte, und schon bald kam es zum gnadenlosen Nahkampf. Carouis wurde von Scalles in Bedrängnis gebracht und von Villars gerettet, der Scalles mit „solch einen Axtschlag auf den Kopf, dass er zu Boden fiel“ (« tel coup de hache sur la teste qu’il cheut à terre ») tötete. Bataille, der ebenfalls einem Gegner gegenüberstand, wurde von La Champagne gerettet. Der Kampf dauert noch eine ganze Weile an und endet mit dem Sieg der Franzosen. Ein zeitgenössisches Manuskript berichtet: „Und am Ende gab Gott den Franzosen den Sieg, und die Engländer ergaben sich ihnen, die einen erschossen, die anderen auf den Füßen, von denen nach dem gemeinsamen Urteil der genannten Richter die sechs lebendigen Engländer aus dem Feld gejagt und der Tote (Scalles) mit ihnen weggetragen wurde“ (« Et à la fin, Dieu donna la victoire aux Français et se rendirent les Anglais à eux, les uns abattus, les autres sur pied, dont par le jugement commun desdits juges furent les six Anglais vifs mis hors du champ et le mort (Scalles) avec eux emportés »).
Dieser Kampf wurde lange Zeit von der französischen „Propaganda“ gefeiert, auch von Octavien de Saint-Gelais und Christine de Pisan. Noch am 15. Juli 1895 wurden auf der Place des Halles in Montendre Tafeln zum Gedenken an dieses Ereignis angebracht, sie sind heute am Eingang genannten Hallen befestigt.